# Middlesex—London
Pour les articles homonymes, voir Middlesex et London.
Circonscription électorale fédérale du Canada
Middlesex—London est une circonscription électorale fédérale canadienne située en Ontario.

## Géographie
La circonscription est située au sud-ouest de la province de l'Ontario. Elle comprend les municipalités de Middlesex Centre, Southwest Middlesex, North Middlesex et Thames Centre, les cantons d'Adelaide-Metcalfe, de Lucan Biddulph et de Strathroy-Caradoc,
le village de Newbury, les réserves indiennes de Chippewas of the Thames First Nation no 42, de Munsee-Delaware Nation no 1 et d'Oneida no 41, ainsi que la partie de la ville de London située au nord d'une ligne décrite comme suit : commençant à l'intersection de la limite ouest de ladite ville avec le chemin Fanshawe Park Ouest; de là vers le nord-est suivant ledit chemin, le chemin Fanshawe Park Est et son prolongement vers l'est jusqu'à la limite est de ladite ville.
Les circonscriptions limitrophes sont Chatham-Kent—Leamington, Sarnia—Lambton—Bkejwanong, Huron—Bruce, Perth—Wellington, Oxford, Elgin—St. Thomas—London-Sud, London-Centre, London—Fanshawe et London-Ouest.

### Historique
La circonscription de Middlesex—London est créée en 2023 à la suite du redécoupage électoral de 2022-2023, à partir des circonscriptions de London-Centre, London—Fanshawe, London-Ouest, Elgin—Middlesex—London et Lambton—Kent—Middlesex.

## Députés
| Législature | Années        | Député      | Parti | Parti        |
| --- | ------------- | ----------- | ----- | ------------ |
| Middlesex—London issue de London-Centre, London—Fanshawe, London-Ouest, Elgin—Middlesex—London et Lambton—Kent—Middlesex |               |             |       |              |
| 45e | 2025–en cours | Lianne Rood |       | Conservateur |